# Beaches (ancienne circonscription fédérale)
Pour les articles homonymes, voir Beach.

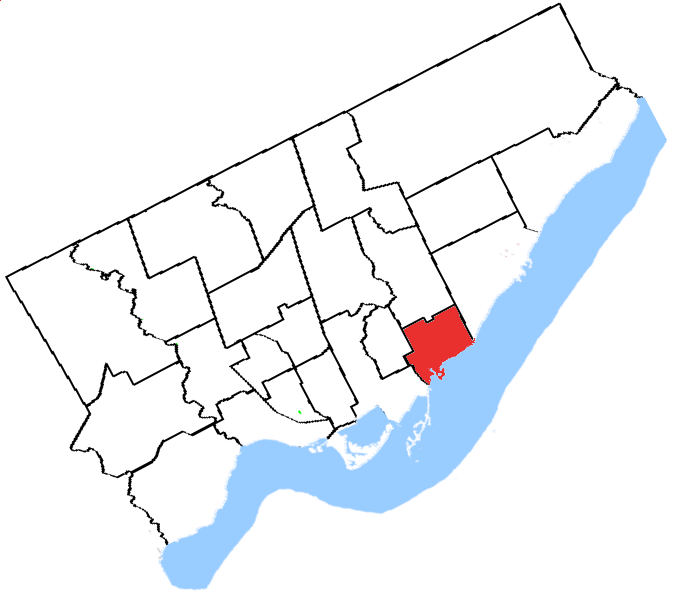
Carte de la circonscription électorale de Beaches (circonscription électorale). Créé par Simon P.

Beaches fut une circonscription électorale fédérale de l'Ontario, représentée de 1979 à 1988.
La circonscription de Beaches a été créée en 1976 avec des parties de Broadview, Greenwood et York-Est. Abolie en 1987, elle fut redistribuée parmi Beaches—Woodbine et Broadview—Greenwood.

## Géographie
En 1976, la circonscription de Beaches consistait à une partie de la région métropolitaine de Toronto et délimitée par Leslie Street, Queen Street East, Jones Avenue, Gerrard Street East et Greenmwood Avenue.

## Députés
1. 1979-1980 — Robin Richardson, PC
2. 1980-1988 — Neil Young, NPD

- NPD = Nouveau Parti démocratique
- PC = Parti progressiste-conservateur